# Stein Ove Berg
Stein Ove Berg, född 22 december 1948 på Kløfta i Ullensaker i Akershus, död 17 juni 2002 i Oslo, var en norsk journalist, sångare, gitarrist, kompositör och diktare.

## Biografi
Stein Ove Berg föddes och växte upp på Kløfta i Ullensaker i Akershus. Som vuxen bodde han på Kløfta, i Oslo och i Aurskog, där han på 1980-talet bildade familj.
Stein Ove Berg debuterade offentligt som vissångare i radioprogrammet Søndagsposten på NRK radio 1 april 1971. Två år senare gav han ut singeln «Manda morra blues» en visa som tog upp problem knutna till pendling. «Manda morra blues» låg fem veckor på första plats på Norsktoppen. Samma år gav han ut visboken «Hestehov og brun beis», den förste i en serie på tre. Året efter gav han ut sin förste LP-skiva, «Kommer nå». Titelspåret är en av visorna som blivit folkkära efter visvågen på 1970-talet. Skivan Visa di, som kom ut 1975, fick han Spellemannprisen för samma år.
Han arbetade som journalist på Akershus Arbeiderblad/Romerikes Blad i Lillestrøm under två perioder, medan han samtidigt byggde upp en karriär som en välrenommerad vissångare och låtskrivare på 1970-talet och framåt tills han återigen stod på scenen i Aurskog 1995.
Under perioden 1982–1993 jobbade han med travsport och arbetade även som cykelreparatör i Aurskog i Aurskog-Høland kommun.
1992–1993 började han arbeta igen hos sin tidigare arbetsgivare Akershus Arbeiderblad/Romerikes Blad, men denna gång på lokalkontoret i Bjørkelangen i Aurskog-Høland kommun. 1994 flyttade han till Romerikes Blads huvudkontor i Roseveien, Lillestrøm. Tiden från studioarbetet till den första konserten gick fort. Stein Ove Berg slutade sitt arbete på tidningen på nytt och skulle återigen livnära sig som vissångare.
Texterna till Stein Ove Berg var ofta socialrealistiska. «Rollebytte i oppgang A» och «Hva med kona til Andersen på Skarnes» är exempel på visor som tar opp kvinnosaksfrågor, inte från en feministisk synvinkel, utan som socialdemokratiska arbetarsånger. Sången «Ta hverandre i handa og hold» har närmast blivit ansedd som ett måste i den norska arbetarrörelsen.
Musiken på skivan Egg (1980) har mer drag av country än vissång. Temat för flera av sångerna är splittrade kärleksrelationer - «Hvor er hu som kokte egget mitt for bløtt?».
Men turnélivet förde med sig alkoholmissbruk och ojämn livsrytm, och Stein Ove Berg fick problem som han hade svårt att hantera. Tidigt på 1980-talet drog han sig tillbaka från artistlivet, och en tid arbetade han som lärare.
1996 trädde Stein Ove Berg fram som nybliven kristen, och han tog jobb på Ørjetun evangeliecenter i Drammen.
2001 fick han ett kulturellt hederspris av LO. Året efter kom han tillbaka med skivan Det jeg skulle ha gitt. Många av texterna bar prägel av hans nyvunna kristna tro. En kort tid efter att skivan kom ut, hittades han död i sitt hem i Oslo.

## Diskografi

### Singlar
- 1973: "Manda' morra blues"/"Visa di" (med Willy Andresens kvintett)
- 1974: "Visa om deg"/"Rollebytte i oppgang A" (med Willy Andresens orkester)
- 1977: "Helén"/"Køntri-musikk"
- 1977: "When I Met Her"/"It's Over"
- 1979: "Stine Maris vise"/"Farvel"
- 1979: "La meg dra dit igjen"/"Willin'"
- 1980: "Lillestrøm calypso"/"Hvor er hu som alltid kokte egget mitt for bløtt?"
- 1981: "La ordene få ligge"/"Lørdag"
- 1984: "Turaluraluralu"/"Unger"
- 1986: "Vinter i sør"/"Livets glemte år"
- 1995: "Manda' morra blues"/"Nitimen på lufta"

### Studioalbum (solo)
- 1974: Kommer nå
- 1975: Visa di
- 1977: La dette bli min sang
- 1977: Når dagen kommer
- 1979: Vei-viser
- 1980: Egg
- 1981: Bergtatt
- 2002: Det jeg skulle ha gitt

### Studioalbum med Kniplia Pukkverk
- 1975: Kniplia Pukkverk
- 1977: Fest i Kniplia

### Samlingsalbum
- 1981: Stein Ove's Beste
- 1995: Årgangsviser
- 2004: Manda' morra blues – Stein Ove's beste
- 2007: Kommer nå

## Visböcker
- 1973: Hestehov og brun beis
- 1975: Albumblad
- 1979: 58 viser

### Antologi
- 1995: Årgangsviser

## Utmärkelser
- Språklig samlings litteraturpris 1976
- Spellemannprisen 1975 i klassen Visesong for Visa di